# M'Tal
M'Tal (franska: M Tal (CR), M Tal (Commune Rurale), arabiska: مطران) är en kommun i Marocko.   Den ligger i provinsen Sidi Bennour och regionen Casablanca-Settat, 220 km sydväst om huvudstaden Rabat. Antalet invånare är 11 879.